# Federico Nicolás Tabeira
Federico Nicolás Tabeira Arrúa (* 8. února 1996, Montevideo, Uruguay) je uruguayský fotbalový záložník a mládežnický reprezentant, který v současnosti hraje za severočeský klub FC Slovan Liberec.

## Klubová kariéra
V dubnu 2013 se dostal z mládežnického týmu klubu CA Atenas de San Carlos do A-mužstva.
V září 2014 přestoupil do FC Slovan Liberec.

## Reprezentační kariéra
S uruguayským týmem U17 se v roce 2013 zúčastnil jihoamerického šampionátu do 17 let konaného v Argentině.